# 鲨鱼宝宝
《鲨鱼宝宝》（英語：Baby shark）是一首关于鲨鱼一家的儿歌。现在众人所熟知《鲨鱼宝宝》是在2015年由韩国教育娱乐公司碰碰狐改编的版本，此视频于2016年开始在社交媒體上流行并迅速席卷全球引起各种模仿。截至2023年7月，该影片在YouTube上获得了130亿次的观看，成为YouTube上最多人观看的视频，并且是最不受喜欢的YouTube视频第2名，仅次于2018年YouTube年度回顾。

## 历史

### 德国版
Baby Shark的舞蹈版起源于2007年Alexandra Müller（艺名为Alemuel）放出的Youtube影片《Kleiner Hai》。该版本讲述了一只小鲨鱼成长及吃掉一位游泳者的故事。该影片不久就大受欢迎，EMI也向Alemuel提供了唱片合约。后于2008年5月30日推出了迪斯科节拍伴奏的版本。该单曲最高达到德国音乐榜单第二十五位，以及澳洲榜单第二十一位。

### 韓國Pinkfong版
2015年11月，韓國教育娛樂公司碰碰狐在YouTube上傳了纯动画版《鯊魚寶寶》的兒歌，長116秒，講述著海底下三代鯊魚的故事；因其可愛動畫造型、簡單重覆的歌詞及容易上手的舞蹈動作，在兒童界竄紅。2016年6月，Pinkfong发布了真人版《鯊魚寶寶》後，开始在主流社交媒体上流行并爆红，而后有多名藝人翻唱。至2021年9月，纯动画影片获得了2.9亿次观看，真人版影片在Youtube於2023年6月有129億觀看人數的影片，在所有觀看次數最多的YouTube影片中排名第1位。YouTube上的喜歡次數目前為世界第四名，dislike次數則為世界第二名。

## 鯊魚寶寶克林嘟嚕嚕嘟嚕
「鯊魚寶寶克林」跟著鯊魚一家-爸爸、媽媽、爺爺、奶奶及克林與大海裡的朋友們一起探險展開奇幻冒險之旅。

## 鯊魚寶寶海洋歡樂秀！
（英文：Baby Shark's Big Show! ／韓文：아기상어: 올리와 윌리엄）這個月看看是誰來啦！鯊魚寶寶和他最好的朋友威廉在卡納瓦灣等待與你開啓歡樂冒險，一起結交新朋友，合唱朗朗上口的歌曲吧！

### 配音員
| 配音員              | 配音員 | 配音員 | 配音員 | 配音員   | 角色             | 角色                | 角色              |
| 美国                |        | 臺灣   | 香港   | 中国大陆 | 中文名           | 英文名              | 韓文名            |
| ------------------- | ------ | ------ | ------ | -------- | ---------------- | ------------------- | ----------------- |
| 貴美子·格倫         | 張藝娜 | 穆宣名 |        |          | 鯊魚寶寶布魯克林 | Baby Shark Brooklyn | 아기상어 올리     |
| 路克·楊布拉德       | 錢太悅 | 鈕凱暘 |        |          | 威廉             | William             | 윌리엄            |
| 娜塔莎·羅斯威爾     | 金洑娜 | 林美秀 |        |          | 鯊魚媽媽         | Mommy Shark         | 엄마상어 엘리     |
| 艾瑞克·艾德爾史坦   | 鄭載憲 | 胡鎮璽 |        |          | 鯊魚爸爸         | Daddy Shark         | 아빠상어 닉       |
| 黛布拉·威爾森       | 金恩雅 | 林凱羚 |        |          | 鯊魚奶奶         | Grandma Shark       | 할머니상어 벨라   |
| 派屈克·華博頓       | 鄭載憲 | 劉傑   |        |          | 鯊魚爺爺         | Grandpa Shark       | 할아버지상어 알렉 |
| 雪碧·楊             | 尹恩瑞 |        |        |          | 雷娜             | Rayna               | 레이나            |
| 喬吉·基德           | 尹恩瑞 | 林美秀 |        |          | 漢克             | Hank                | 행구              |
| 金柏莉·布魯克斯     | 金恩雅 | 蔡雅如 |        |          | 歐拉             | Vola                | 라라              |
| 科爾·埃斯科拉       | 金洑娜 | 胡鎮璽 |        |          | 歌蒂／戈尔迪     | Goldie              | 골디              |
| 阿萊安德拉·卡薩雷斯 | 尹恩瑞 | 林凱羚 |        |          | 查克斯           | Chucks              | 척                |
| 克里斯蒂娜·普切利   | 李相浩 |        |        |          | 夏多             | Shadow              | 터보              |
| 拉瑪·瓦盧里         | 鄭載憲 |        |        |          | 貝特             | Bait                | 바트              |
| 塔拉·斯特朗         | 金洑娜 |        |        |          | 斯威茨           | Switch              | 부스터            |